# لويد والاس
لويد والاس (بالإنجليزية: Lloyd Wallace)‏ هو متزحلق حر بريطاني، ولد في 13 فبراير 1995.

## وصلات خارجية
- لويد والاس على موقع الاتحاد الدولي للتزلج (التزلج الحر) (الإنجليزية)
- لويد والاس على موقع أوليمبيديا (الإنجليزية)